# Tvornička momčad
Tvornička momčad u automobilizmu i motociklizmu je momčad ili vozač pojedinac koju pokrovitelj - proizvođač automobila (proizvođač motocikala) izravno podupire u natjecanjima. Auto-moto trke su skupi šport te je potreban određeni stupanje tvorničke potpore i često neophodan da bi se natjecalo s uspjehom. Najniža razina tvorničke potpore dolazi u obliku kontingencijskih nagrada, zasnovanih na izvedbi, što pomaže daje novac za namiriti trošak natjecanja. Potpuna tvornička potpora česta je u obliku najviših oblika međunarodnog natjecanja, uz velike auto-motošportske operacije koje često primaju stotine milijuna eura da bi predstavljale određenog proizvođača.
Suprotna vrsta momčadi su privatne momčadi. Ako je neki proizvođač motora dobavljač motora nekoj momčadi, to tu momčad još uvijek ne čini tvorničkom momčadi tog proizvođača.
Poseban oblik su monotipovi (eng. One-Design, one-make series, one-make racing, spec racing, single marque, nje. Einheitsklasse, fra. monotype), gdje su sva vozila ista ili vrlo slična dizajna ili modela. Poznati su Porsche Supercup, Ferrari Challenge, Renault Sport Trophy, Formula Renault odnosno World Series by Renault i dr. Renault je pionir u monotipovima za piste još prije 1974. godine i Renault Sport je i danas uzor u tom području.